# 高锦明
高锦明（1917年9月—2012年1月），又名敖白枫，男，满族，奉天（今辽宁）义县人，中国共产党及中华人民共和国官员。

## 生平
高锦明生于地主家庭。在满洲国初中毕业后，拒绝了家里由日本扶持到日本留学的要求，独自离开家到北平继续高中学业。1934年加入中国共青团，1936年转入中国共产党。1935年考入北京师范大学历史系。同时参加了民族武装自卫会，开始从事地下工作。1935年一二·九运动后，任中华民族解放先锋队首任总队长、党团书记。
1936年10月，在西安的中共东北军工作委员会历任宣传部副部长、组织部部长等职。西安事变后，作为北平学生代表受到张学良秘密接见。
抗日战争时期任八路军一二九师司令部情报处科长、新一旅第二团政委。1944年赴延安。1945年转战中国东北。1946年离开部队，来到内蒙古工作。曾任中共呼伦贝尔盟委书记。
中华人民共和国成立后，历任中共内蒙古东部区委宣传部、组织部部长，中共中央绥蒙分局秘书长，中共内蒙古自治区委统战部部长，中共包头市委第一书记，中共内蒙古自治区委书记处书记。
1970年，下放到唐山军垦农场劳动。1975年1月1日，到洛阳第一拖拉机厂继续劳动。1978年至1980年，任中共洛阳市委副书记。1982年，借调到中央党史资料征集委员会工作。1985年离休回洛阳。后来享受副地级待遇。
2012年1月，高锦明在洛阳病逝。